# 烏迪內省
烏迪內省（義大利語：Provincia di Udine）是意大利弗留利-威尼斯朱利亚大区的一個省。面積4,905平方公里，2004年人口528,441人。省府为烏迪內。
下分137市鎮。